# Martin Faucher
Martin Faucher, né le 16 mai 1962, est un directeur artistique et metteur en scène québécois. Il est également dramaturge, comédien, et professeur. Il a été conseiller artistique au Festival TransAmériques de 2006 à 2014 avant d'en devenir le directeur artistique et codirecteur général en juin 2014. 

## Biographie
Directeur artistique et codirecteur général du Festival TransAmériques à Montréal depuis juin 2014, Martin Faucher en a été auparavant le conseiller artistique auprès de Marie-Hélène Falcon de 2006 à 2014. Il a signé les programmations des éditions 2015 et 2016 du FTA qui comptaient chacune 25 spectacles de danse ou de théâtre en provenance du Québec, du Canada et d’ailleurs dans le monde.
Depuis une trentaine d’années, après sa sortie de l’option théâtre du cégep de Saint-Hyacinthe en 1982, Martin Faucher contribue activement à la vie culturelle du Québec à titre de comédien, de metteur en scène, de professeur et d’administrateur dans le milieu des arts de la scène.
Président de Daniel Léveillé Danse de 1994 à 2014, il a veillé au développement et à la reconnaissance de la compagnie qui accompagne aujourd’hui la carrière de plusieurs jeunes chorégraphes  québécois tels Dana Michel, Frédérick Gravel  et Nicolas Cantin, ainsi que l’auteur dramatique Étienne Lepage. 
À titre de président du Conseil québécois du théâtre de 2005 à 2009, il a œuvré aux Seconds États généraux du théâtre professionnel québécois tenus en 2007. La Fondation Gratien-Gélinas, le Centre des auteurs dramatiques (CEAD) et le Théâtre Bouches Décousues ont aussi bénéficié de son implication. 
Martin Faucher enseigne régulièrement aux étudiants de l’École nationale de théâtre du Canada. 
Reconnu pour ses mises en scène de textes contemporains, il compte près d’une trentaine de réalisations à son actif, saluées par de nombreux prix, depuis À quelle heure on meurt ? d’après des textes de  Réjean Ducharme en 1988 jusqu’à Yukonstyle de Sarah Berthiaume au Théâtre d'Aujourd'hui et Villa Dolorosa de Rebekka Kricheldorf au Théâtre Espace Go en 2013.
Parmi les spectacles primés dirigés par Martin Faucher, citons Le Menteur de Pierre Corneille, récipiendaire du Masque de la meilleure production (1999), Une maison propre de Sarah Ruhi, Le Mystère d’Irma Vep de Charles Ludlam, récipiendaire du Prix coup de cœur du Festival Juste pour rire (2004), récipiendaire du Choix du public par le Conseil des arts de Montréal (2008) et Old Wicked Songs de Jon Marans, récipiendaire du Prix de la critique de l’Association québécoise des critiques de théâtres (2010). 

## Théâtre

### Mise en scène
- 2013 : Villa Dolorosa de Rebekka Kricheldorf – Espace GO
- 2013 :Yukonstyle de Sarah Berthiaume (création) - Théâtre d’Aujourd’hui
- 2012 : Disparu(E)(S) de Frédéric Sonntag  – Collectif numéro 7 - Théâtre Prospero
- 2012 : Vigile (ou Le Veilleur) / Vigil de Morris Panych – Théâtre du Rideau Vert/ Segal Centre - Tournée québécoise (hiver 2013)
- 2011 : Blanche Neige / La Belle au bois dormant de Elfriede Jelinek – Espace GO
- 2010 : Une musique inquiétante / Old Wicked Songs de Jon Marans – Théâtre du Rideau Vert/ Segal Centre - Tournée québécoise (hiver 2011)
- 2009 : L'Asile de la pureté de Claude Gauvreau – Théâtre du Trident
- 2008 : Autobahn de Neil Labute - Le Théâtre de la Banquette arrière - Théâtre La Licorne
- 2008 : Une maison propre de Sarah Ruhl - Théâtre de L’Opsis - Espace Libre - Reprise à la 5e de la Place des Arts  (automne 2009), tournée québécoise (hiver 2010)
- 2007 : Du vent entre les dents de Emmanuelle Jimenez  (création) - Théâtre d’Aujourd’hui
- 2006 : Britannicus de Jean Racine – Théâtre Denise Pelletier
- 2004 : Le Mystère d'Irma Vep de Charles Ludlam – Juste pour rire - Théâtre national - Reprise à la Salle Ludger-Duvernay du Monument-National  (2005 et 2006), tournée québécoise et reprise au Théâtre Saint-Denis  (2007)
- 2004 : Le Collier d'Hélène de Carole Fréchette - Théâtre d’Aujourd’hui
- 2004 : Les Femmes savantes de Molière - Théâtre Denise Pelletier
- 2002 : L’Échange de Paul Claudel - Théâtre du Nouveau Monde
- 2001 : La Reine de beauté de Leenane de Martin McDonagh – Théâtre de la Manufacture - Théâtre La Licorne

Reprise au Théâtre du Trident, Théâtre La Licorne et tournée québécoise (2003) 
- 2001 : L’Affaire Dumouchon de Lise Vaillancourt (création) – Théâtre de la Manufacture  - Théâtre La Licorne
- 2000 : Les sept jours de Simon Labrosse de Carole Fréchette - Théâtre de la Manufacture - Théâtre La Licorne

Tournée québécoise (2001), reprise à la Licorne (2002) 
- 1999 : Le Menteur de Pierre Corneille - Théâtre Denise-Pelletier et Théâtre français du Centre national des arts - Reprise au Théâtre Denise-Pelletier et tournée québécoise (2003)
- 1999 : Les Mains bleues de Larry Tremblay  (création) – Théâtre d’Aujourd’hui
- 1998 : Les Quatre Morts de Marie de Carole Fréchette - Branle-bas - Espace la Veillée
- 1997 : La Maison Amérique de Edward Thomas - Théâtre de la Manufacture - Théâtre La Licorne
- 1994 : La Fille de Christophe Colomb adaptation de Martin Faucher d’après le roman de Réjean Ducharme  (création) – Théâtre d’Aujourd’hui

Tournée québécoise et européenne (1996)
- 1988 : À quelle heure on meurt ?  collage de Martin Faucher d’après l’œuvre de Réjean Ducharme - Branle-bas - Espace GO

Reprise à la salle André-Pagé (Festival du Théâtre des Amériques 1989), tournée québécoise (1990), tournée française et caribéenne (1991)

### Mise en scène jeune public
- 2011 : Musique pour Rainer Maria Rilke de Sébastien Harrisson  (création) - Théâtre Bluff - Maison des arts de Laval - Théâtre Denise-Pelletier (2012)
- 2007 : Variation mécaniques de Harold Réhaume  (création) – Le Fils d’Adrien danse/ Maison des Arts Créteil

Tournée française et québécoise (2008-2010)  
- 1995 : La Bonne Femme de Jasmine Dubé  (création) - Théâtre Bouches Décousues - Maison Théâtre, Studio du Centre national des arts

Tournée québécoise et belge (1996-1999, 2004-2007)
- 1994 : Pierrette Pan, ministre de l'Enfance et des Produits dérivés de Jasmine Dubé  (création) – Théâtre Bouches Décousues - Maison Théâtre - Tournée québécoise (1995)

### Chorégraphies
- 2011 : Jusqu'au silence de Sophie Corriveau - Danse Cité - Agora de la danse

Dramaturgie et mise en scène   
- 2003 : Les Petites Sociétés de Jean-Pierre Perreault  – Fondation Jean-Pierre Perreault - Cinquième salle de la Place des Arts - Tournée au Canada et en Europe (2004)

Dramaturgie et mise en scène  

### Écritures et adaptations scéniques
- 2012 : Mon printemps arabe (Les Zurbains 2012) – Théâtre Le Clou - Salle Fred-Barry, tournée québécoise et canadienne (saison 2012-2013)
- 2011 : Je suis un pays révée, collage de l’œuvre romanesque de Dany Laferrière - Les Correspondances d’Eastman - Théâtre de la Marjolaine (août 2011), repris au Festival international de la littérature  (septembre 2012)
- 2009 : Le pire reste à venir : Chemin – Festival du Jamais Lu - Ô Patro Vis
- 1994 : La Fille de Christophe Colomb, adaptation du roman de Réjean Ducharme – Théâtre d'Aujourd'hui

Centre Wallonie-Bruxelles  (Paris), Théâtre des Osses  (Fribourg, Suisse), réseau des maisons de la culture, Théâtre de la Ville (Longueuil)
- 1988 : À quelle heure on meurt ?,  collage de l’œuvre romanesque, théâtrale et musicale de Réjean Ducharme - Branle-bas - Espace GO, Festival du Théâtre des Amériques, Journées internationales Georges Brassens  (Sète, France), Théâtre la Périscope  (Québec), tournée Jouer dans l’île  (Montréal), Théâtre d’ici et d’ailleurs  (Pointe-à-Pitre et St-Claude, Guadeloupe), Xe rencontre caribéenne de théâtre (Fort-de-France, Martinique), Société Radio-Canada, Théâtre du Trident (Québec), Théâtre Denise-Pelletier  (Montréal)

### Événements spéciaux
- 2011 : Jusqu'où te mènera ta langue ? - Festival du Jamais Lu - Ô Patro Vis

Concepteur et metteur en scène  
Repris au Théâtre français du Centre national des arts, septembre 2012, tournée montréalaise des Maisons de la culture, hiver 2013, Théâtre de Verdure du Parc Lafontaine, août 2013, Festival international de littérature, septembre 2013, Festival des Francophonies en Limousin (Limoges, France), septembre 2013. Salon du livre de Montréal, novembre 2013. 
- 2005 : La vraie vie est ailleurs spectacle musical d’après les chansons de Réjean Ducharme - Solo – Théâtre d'Aujourd'hui

Conseiller artistique
Conception et mise en scène : Sylvain Scott
- 2004 : Hommage à beau dommage - Première chaîne de la radio de Radio-Canada -Club Soda

Conception et mise en scène  
- 2003 : Soirées des Masques 9e édition - Académie québécoise du théâtre - ArTV, Société Radio-Canada

Direction artistique et mise en scène  
- 2002 : Soirées des Masques 8e édition - Académie québécoise du théâtre - ArTV, Société Radio-Canada

Direction artistique et mise en scène  
- 2002 : Héros de Cire, exposition - Musée de la Civilisation du Québec - Musée de l’Amérique française de Québec

Idée et conception  
- 2002 : Paf ! 3 photographes , exposition – 2000 - Agora de la danse

Commissaire  
- 1997 : J’ai retrouvé l'avenir - hommage non définitif à Gaston Miron  – Union des écrivains québécois - Salle Pierre-Mercure

Conception et mise en scène

### Prix
- 2009 - 2010 : Récipiendaire du Choix du public par le Conseil des arts de Montréal en tournée pour Une Maison propre de Sarah Ruhi
  - Récipiendaire du Prix de la critique pour Old Wicked songs de Jon Marans coproduit par le Théâtre du Rideau Vert/ Segal Centre
- 2008 - 2009 : Récipiendaire du «Cochon lumineux » remis par Carte prem1ières, Gala des cochons d’or
- 2003 - 2004 : Récipiendaire du Masque de la production théâtre privé
  - Récipiendaire du Prix coup de cœur du Festival Juste pour rire pour Le Mystère d'Irma Vep de Charles Ludlam produit par Juste pour rire
- 1999 - 2000 : Récipiendaire du Grand Prix de la critique (Montréal) pour Le Menteur de Pierre Corneille  produit par le Théâtre Denise-Pelletier
  - Récipiendaire du Masque de la meilleure production (Montréal) pour Le Menteur de Pierre Corneille produit par le Théâtre Denise-Pelletier
  - Récipiendaire du Prix du public étudiant du Théâtre Denis Pelletier pour Le Menteur de Pierre Corneille produit par le Théâtre Denise-Pelletier
  - Récipiendaire du Grand Prix de la critique (Québec) pour À quelle heure on meurt ?, collage de Martin Faucher d’après l’œuvre de Réjean Ducharme produit par le Théâtre du Trident
- 1995 - 1996 : Récipiendaire du Masque de la production jeune public et du Masque de la mise en scène pour La Bonne femme de Jasmine Dubé produit par le Théâtre Bouches Décousues.
- 1988 - 1989 : Récipiendaire du Prix de la critique pour la révélation de l’année pour À quelle heure on meurt ? Collage de Martin Faucher d’après l’œuvre de Réjean Ducharme produit par Branle-Bas